# Weeping Water
Weeping Water – miasto w Stanach Zjednoczonych, w stanie Nebraska, w hrabstwie Cass.